# Juan Caguaripano
Juan Carlos Caguaripano Scott (Caracas, Venezuela, 12 de abril de 1973) es un militar y disidente venezolano, capitán de la Guardia Nacional Bolivariana (GNB) egresado de la Escuela de Formación de Oficiales de las Fuerzas Armadas de Cooperación (EFOFAC).

## Carrera
Caguaripano fue capitán de la Guardia Nacional Bolivariana y ha afirmado que en 2008 se le acusó de una presunta conspiración, lo que provocó un retraso de dos años en su ascenso militar. En 2014 fue dado de baja del cuerpo militar por manifestarse en contra del gobierno y después de difundir un video donde denunciaba "la violación de la soberanía nacional" por parte de "agentes cubanos y grupos narcoterroristas extranjeros" en la "administración pública y militar". Caguaripano aseguró en una entrevista ofrecida a CNN en Español en abril de 2014 que su baja tenía razones políticas y que no le había abierto un procedimiento administrativo, por lo que desconocía la baja y afirmaba continuar siendo capitán. La prensa local reportó  que Caguaripano que había volado a Panamá luego de que los cuerpos de inteligencia del país lo relacionaran con una posible insurrección militar. Un año después, el diputado Diosdado Cabello afirmó que el militar tuvo conexiones con miembros de las Fuerzas Armadas para sublevarse.

## Alzamiento

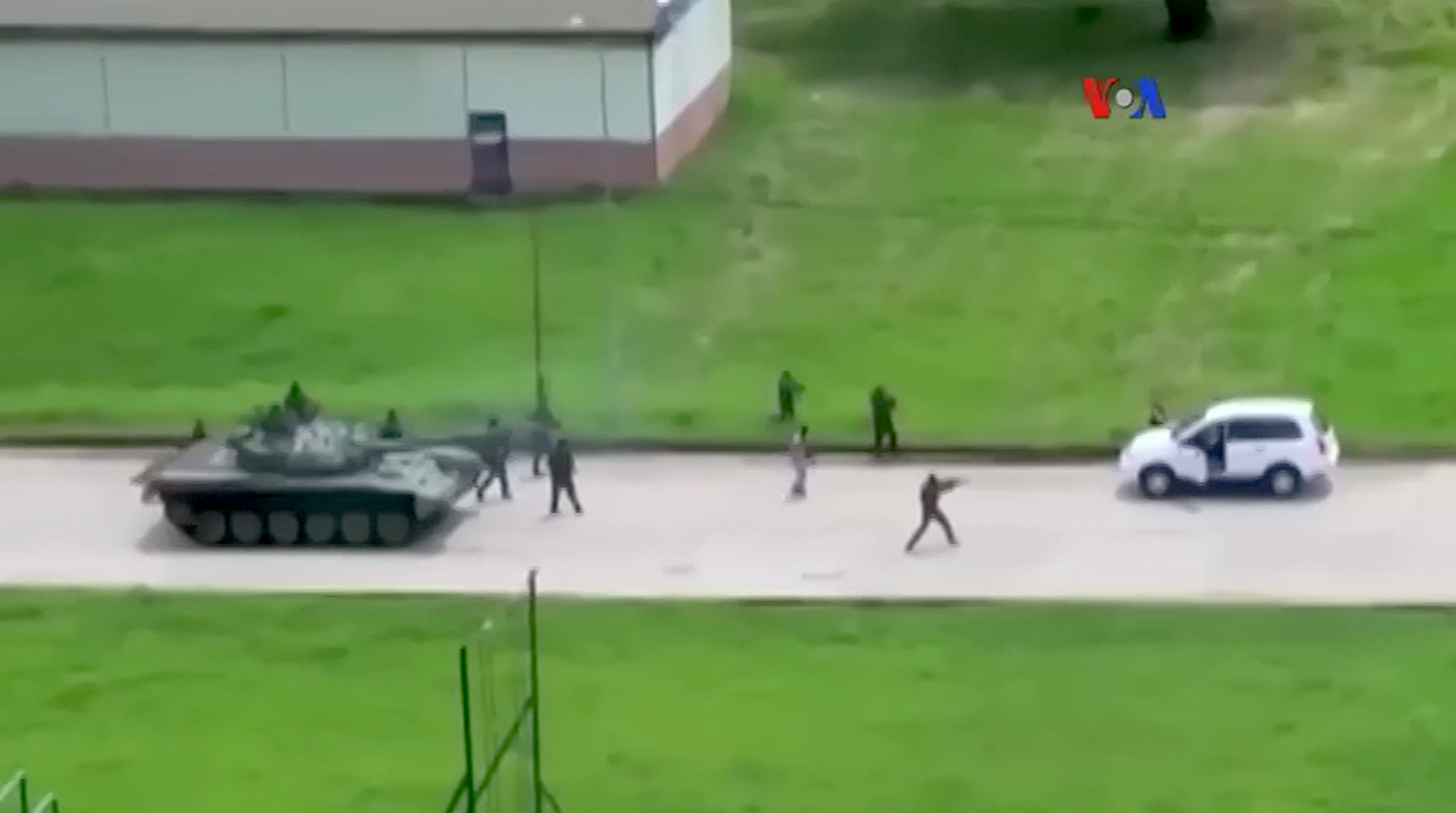
Ataque al fuerte de Paramacay.

El 6 de agosto de 2017, durante el ataque al fuerte de Paramacay, Caguaripano difundió un video en el que aparecía rodeado de una veintena de hombres con uniforme militar que portaban armas y afirmó ser el comandante de la Operación David Carabobo de la 41 Brigada Blindada en Valencia, asegurando que en la asonada era acompañado por "oficiales y tropas" de esa unidad militar, así como "tropas activas y reservas de todos los componentes", y exigiendo la conformación inmediata de un gobierno transitorio. Horas después las autoridades venezolanas apresaron a los sospechosos en la unidad 41 Brigada Blindada.

## Detención
Para febrero de 2018 su abogado, Luis Argenis Vielma, denunció que Caguaripano estaba siendo recluido en La Tumba del Servicio Bolivariano de Inteligencia, a su vez denunció que Caguaripano había sido víctima de fuertes torturas que causaron el desprendimiento de ambos testículos por la aplicación descargas eléctricas, situación que para el momento no había podido sanar. El abogado también denunció que funcionarios de la Dirección general de Contrainteligencia Militar (DGCIM) fueron hasta la casa de sus padres y arrestaron a su madre, Ana Julia Vielma, y a su hermano Luis Jiménez Vielma, a quienes liberaron en horas de la noche del 25 de enero de 2018, a su vez denunció que funcionarios del DGCIM se presentaron en el colegio de sus dos hijas con vestimenta negra, encapuchados y con armas largas, exigiéndole al director de la escuela los expedientes que contenían la información de las niñas, amenazándolo con detenerlo de no colaborar.
Caguaripano continua detenido hasta la fecha, ha tenido ocho presentaciones en los tribunales. El 29 de septiembre de 2021 fue trasladado de la cárcel de la Tumba del Sebin, en plaza Venezuela, al Helicoide junto a Raúl Isaías Baduel. En abril de 2022 el Comité Contra la Tortura de la Organización de Naciones Unidas le solicitó al gobierno de Nicolás Maduro una investigación sobre los tratos crueles al capitán Caguaripano.
Se desconoce su estado actual.